# Trois filles, deux garçons
Trois filles, deux garçons est une série télévisée camerounaise en douze épisodes de 26 minutes réalisée par Lambert Ndzana et diffusée en grande première en 2006 sur Canal 9 (Suisse) puis sur le réseau CFI et TV5 Monde...

## Synopsis
Le feuilleton relate la vie de cinq étudiants vivant en colocation. 
Le « bachot » en poche, cinq amis, Gwladys, Habiba, Christian, Anne et Alfred arrivent à convaincre leurs parents de les laisser emménager ensemble pour entamer leurs études universitaires. Les amis du lycée grandissent; les ambitions de chacun avec... Des centres d’intérêts différents, des tempéraments contrastés.
Et on s’installe !
Les jeunes bacheliers s’installent dans leur nouvel appartement. Alfred, le fils du doyen de l’université et l’aîné du groupe, est le premier à arriver et accueille ses nouveaux colocataires : Christian le rappeur du groupe, casque toujours collé aux oreilles, Anne la maniaque des cosmétiques, Gwladys la métisse, dont le seul objectif est de trouver son « homme idéal » et Habiba, à cheval sur deux religions, qui croit fermement aux vertus de la virginité…
Et on joue !
Alfred répartit les tâches ménagères de la maison. Anne veut remettre au goût du jour l’amour qu’elle éprouve pour Alfred depuis le lycée... mais celui-ci compte inviter sa copine Sonia à visiter l’appartement. Une décision qui n’est guère appréciée par Anne. De son côté, Gwladys cherche son homme riche et beau sur internet avec l’aide de Habiba…
Et on découvre !
Comme prévu, Sonia vient visiter l’appartement et Anne ne passe pas par quatre chemins pour gâcher l’ambiance. Aspergée de boisson et enduite de ketchup, Sonia quitte la maison en colère. Alfred envisage de sécher les cours pour être seul avec sa copine à l'avenir. Habiba au cœur de la drague s’interroge sur l’amitié entre homme et femme. Gwladys trouve son prince charmant sur internet et Christian qui intercepte son adresse, se réjouit déjà du coup qu’il lui prépare…

## Fiche technique
- Titre : Trois filles, deux garçons
- Réalisation : Lambert Ndzana
- Pays du réalisateur : Cameroun
- Langue : français
- Année : 2008
- Durée : 78 min (bloc de 3 épisodes)
- Couleur / N&B : couleur
- Public : tous publics
- Format : Vidéo

## Distribution
- Aimé Soete
- Gilbert Koloko alias Tamnou Koloko
- Françoise Dayde
- Odile Ngo Boumso
- Cathérine Bayang